# Es Castell
Es Castell, en catalan et officiellement (Villacarlos en castillan), est une commune d'Espagne située à l'est de l'île de Minorque dans la communauté autonome des Îles Baléares.

## Géographie

Localisation de l'île de Minorque dans les Îles Baléares.
Localisation d'Es Castell dans l'île de Minorque.

## Histoire
Dans la banlieue est de Maó, cette commune tire son nom du faubourg formé en dehors des murs du château Sant Felip, construit par Charles Quint en 1554 pour protéger le port de Maó.

### Sources
- (es) Varaciones de los municipios de España desde 1842, Ministerio de administraciones públicas, octobre 2008, 364 p. (lire en ligne) [PDF]